# Australian Open de 1989
O Australian Open de 1989 foi um torneio de tênis disputado nas quadras duras do Flinders Park, em Melbourne, na Austrália, entre 16 e 29 de janeiro. Corresponde à 21ª edição da era aberta e à 77ª de todos os tempos.

## Finais

### Profissional
| Categoria | Evento    | Campeã(s)(o/ões)                | Vice-campeã(s)(o/ões)           | Resultado     | Chave(s)  | Chave(s)       |
| --------- | --------- | ------------------------------- | ------------------------------- | ------------- | --------- | -------------- |
| Simples   | Masculino | Ivan Lendl                      | Miloslav Mecir                  | 6–2, 6–2, 6–2 | principal | qualificatório |
| Simples   | Feminino  | Steffi Graf                     | Helena Sukova                   | 6–4, 6–4      | principal | qualificatório |
| Duplas    | Masculino | Rick Leach Jim Pugh             | Darren Cahill Mark Kratzmann    | 6–4, 6–4, 6–4 | principal | principal      |
| Duplas    | Feminino  | Martina Navrátilová Pam Shriver | Patty Fendick Jill Hetherington | 3–6, 6–3, 6–2 | principal | principal      |
| Duplas    | Misto     | Jana Novotná Jim Pugh           | Zina Garrison Sherwood Stewart  | 6–3, 6–4      | principal | principal      |

### Juvenil
| Categoria | Evento    | Campeã(s)(o/ões)                | Vice-campeã(s)(o/ões)         | Resultado | Chave(s)  | Chave(s)       |
| --------- | --------- | ------------------------------- | ----------------------------- | --------- | --------- | -------------- |
| Simples   | Masculino | Nicklas Kulti                   | Todd Woodbridge               | 6–2, 6–0  | principal | qualificatório |
| Simples   | Feminino  | Kim Kessaris                    | Andrea Farley                 | 6–1, 6–2  | principal | qualificatório |
| Duplas    | Masculino | Johan Anderson Todd Woodbridge  | Andrew Kratzmann Jamie Morgan | 6–4, 6–2  | principal | principal      |
| Duplas    | Feminino  | Andrea Strnadová Eva Sviglerova | Nicole Pratt Angie Woolcock   | 6–2, 6–0  | principal | principal      |